# 13 км (Оренбургская область)
13 км, также известен как остановочный пункт 1452 километр — населённый пункт (тип: разъезд) в Переволоцком районе Оренбургской области России. Входит в состав муниципального сельского поселения Переволоцкий поссовет.

## География
Находится на железнодорожной линии Самара-Оренбург на расстоянии примерно 9 километров по прямой на запад-северо-запад от районного центра поселка Переволоцкий.

## История
Возник как поселение железнодорожников при строительстве железнодорожной линии.

## Население
| 2010 |
| ---- |
| 0    |

Национальный состав
Население составляло 1 человек в 2002 году (100 % русские).

## Инфраструктура
Путевое хозяйство Ташкентского хода Южно-Уральской железной дороги. Действует пассажирская платформа 1452 километр.

## Транспорт
Автомобильный и железнодорожный транспорт.
В пешей доступности федеральная трасса М-5.